# Британская военная администрация
Британская военная администрация (англ. British Military Administration) — орган, осуществлявший временное управление всеми малайскими государствами (как входившими до 1942 года в Федерированные малайские государства, так и нефедерированными малайскими государствами) и частями Стрейтс-Сетлментс в период между окончанием Второй мировой войны и образованием Малайского Союза.
В соответствии с Прокламацией № 1, изданной Высшим Союзным Командованием в Юго-Восточной Азии в 1945 году, Британская военная администрация осуществляла всю юридическую, законодательную, исполнительную и административную власть на территории Малайи. Восстанавливались все законы, существовавшие до японской оккупации; законы и постановления, изданные в годы японской оккупации, действовали лишь в том случае, если Главный офицер по гражданским делам признавал их применимыми для Администрации.
В сентябре 1945 года директором Администрации стал лорд Луис Маунтбеттен, пост главного офицера по гражданским делам занял генерал-майор Ральф Хоун.
Администрация была распущена 1 апреля 1946 года в связи с образованием колонии Малайский Союз.